# Сюй Даонин

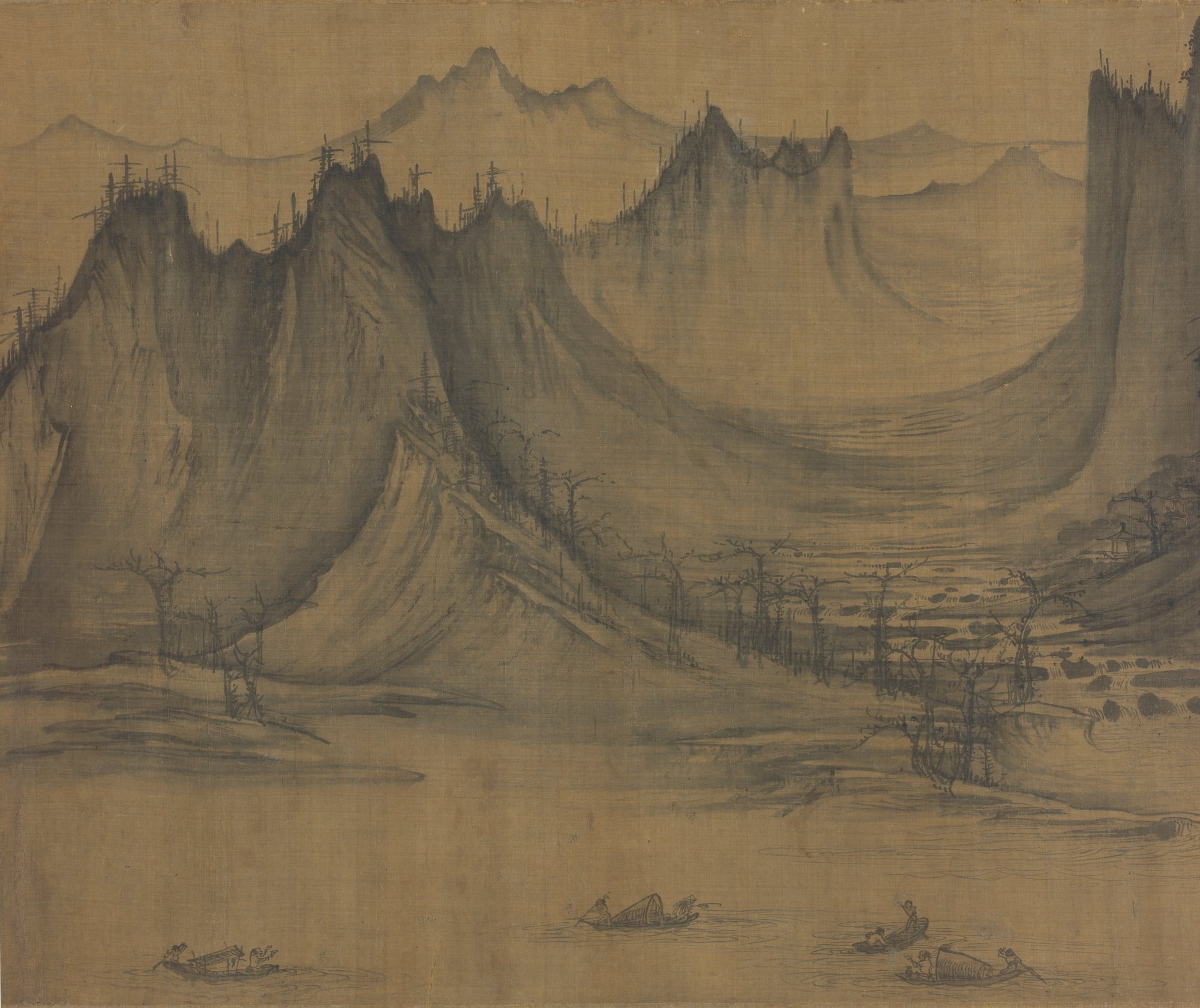
Вечерняя песня рыбака (фрагмент), одна из самых известных картин Сюй Даонина, находится в музее Нельсона-Аткинса в Канзас-Сити, штат Миссури.

Сюй Даонин  (ок. 970–1051/53) был китайским художником времен династии севера Сун (960–1279) из Чанъаня (ныне Сиань) или Хэцзяня (河间, ныне Хэбэй).  В юности он занимался продажей рецептов на лекарства в Кайфэне. Тогда же он начал рисовать сцены природы в стиле Ли Ченга.   Когда его работы завоевали популярность, он начал рисовать фрески для китайской знати. Его самая известная работа - «Вечерняя песня рыбака» (ок. 1049 г.). 

## Внешние ссылки
- Ясные и сияющие пейзажи: искусство Ван Хуэя (1632–1717), каталог выставки из Метрополитен-музея (полностью доступен в Интернете в формате PDF), который содержит материалы о Сюй Даонин (см. Указатель)
- https://web.archive.org/web/20070928004147/http://www.nelson-atkins.org/art/CollectionDatabase.cfm?id=12243&theme=china
- http://www.artnet.com/library/09/0925/T092577.asp